# Xyronotus
Xyronotus is een geslacht van rechtvleugeligen uit de familie Xyronotidae. De wetenschappelijke naam van dit geslacht is voor het eerst geldig gepubliceerd in 1884 door Saussure.

## Soorten
Het geslacht Xyronotus omvat de volgende soorten:
- Xyronotus aztecus Saussure, 1884
- Xyronotus cohni Dirsh & Mason, 1979
- Xyronotus hubbelli Dirsh & Mason, 1979